# Nitrosate
En chimie organique, un nitrosate est un ester nitrate d'un nitroso-alcool, de formule
O=N-CR2—CR2—O-N(=O)2 ou CRR'(NO)—C—O-NO2(R'R")
Ils peuvent être obtenus par action du dioxyde d'azote NO2 sur des alcènes R1,R2-C=C-R3,R4. Un autre méthode plus confortable pour les former consiste à verser de l'acide nitrique concentré sur un mélange refroidi de l'oléfine et de nitrite de pentyle. Cette réaction donne de meilleurs rendements avec des alcènes plus ramifiés comme le 2,4,4-triméthylpent-2-ène. Les nitrosates monomériques sont des huiles bleues ou gris-bleu qui forment facilement des cristaux de dimères incolores.
Il y a plusieurs façons de les nommer, soit nitrosate de l'alcène, soit nitrosonitrate de l'alkyle correspondant ou encore nitrate de nitroso-alkyle.

## Exemples
Exemples de nitrosates :
- le nitrosate de 2-méthylbut-2-ène est une huile bleue qui forme deux types de cristaux de dimères, des cubes et des aiguilles[1]
- le nitrosate d'hex-2-ène est obtenu par l'action d'acide nitrique concentré sur un mélange d'hex-2-ène et de nitrite de pentyle à 0 °C et dimérise rapidement. p.f. : 110 °C (décomp.) ;
- les nitrosates d'hept-2-ène et d'oct-2-ène sont des huiles bleues instables ;
- le nitrosate de 2,4,4-triméthylpent-2-ène est dimérique. p.f. : 124 °C.